# Thang Vượng
Thang Vượng (chữ Hán giản thể: 汤旺县âm Hán Việt: Thang Vượng huyện) là một huyện thuộc địa cấp thị Y Xuân, tỉnh Hắc Long Giang, Cộng hòa Nhân dân Trung Hoa.